# Humite
La humite è un minerale (nesosilicato) appartenente al gruppo omonimo.
Il minerale prende il nome da Abraham Hume, intenditore e collezionista inglese di opere d'arte, pietre preziose e minerali.

## Origine e giacitura
Nei contatti tra rocce calcaree e dolomitiche e ignee, associata a granato, miche, vesuvianite, spinello e altri minerali del gruppo dell'humite, anche nei proietti vulcanici calcarei.

## Forma in cui si presenta in natura
In cristalli piuttosto tozzi

## Caratteristiche chimico-fisiche
- Solubile facilmente negli acidi[1][2], con separazione di un gel[1].
- Pleocroismo[3]:
  - x: giallo oro pallido o giallo oro scuro
  - y: giallo pallido o incolore
  - z: giallo oro o giallo pallido
- Peso molecolare: 528,58 gm
- Indice di fermioni: 0,03[3]
- Indice di bosoni: 0,97[3]
- Fotoelettricità: 6,53 barn/elettrone[3]
- Birifrangenza: 0,032[4]
- Dispersione: debole[4]